# Парад шлюх

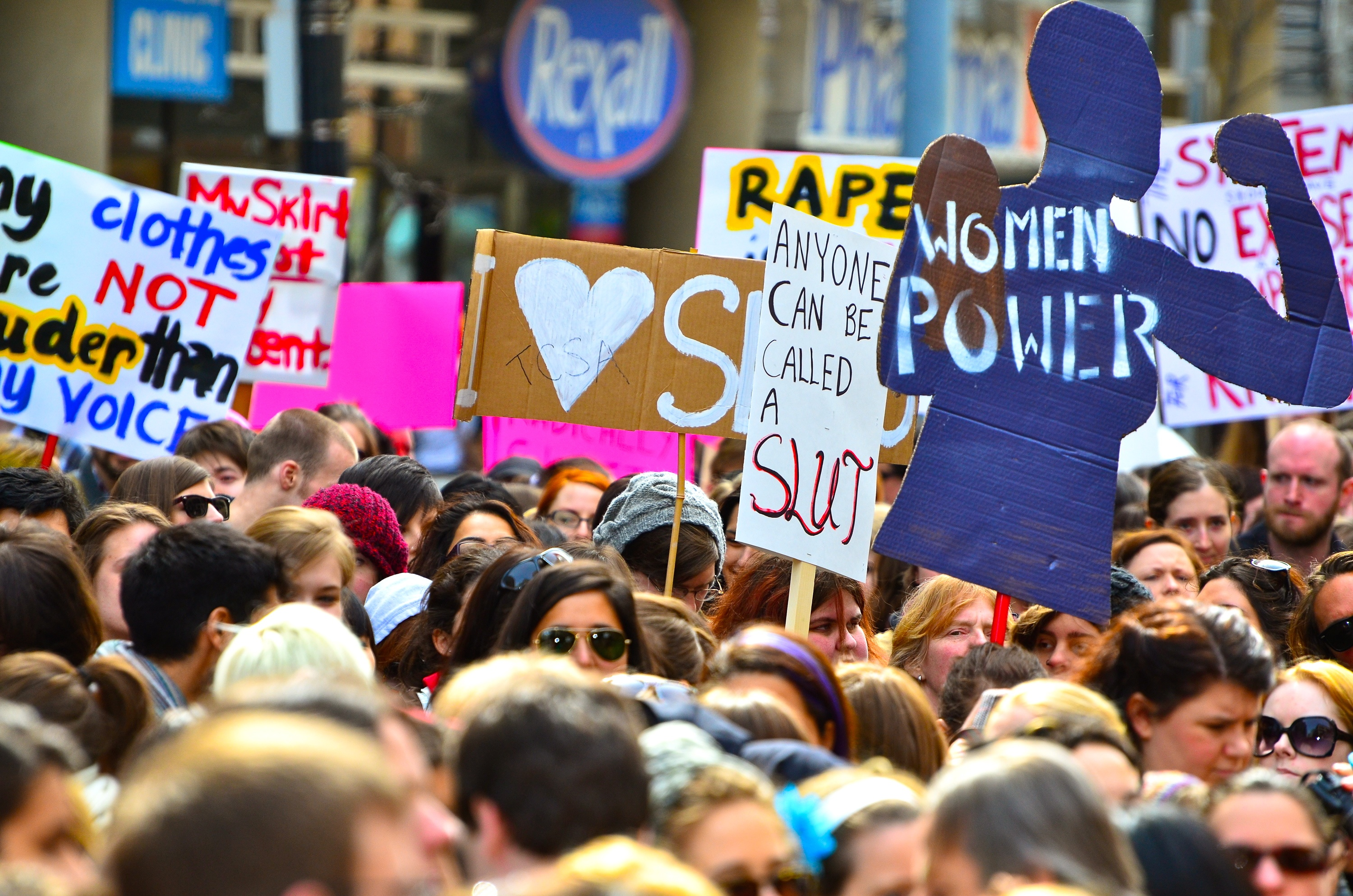
Первый Парад шлюх в Торонто, 3 апреля 2011 года.

Пара́д шлюх (англ. SlutWalk) — международный марш-протест против культуры изнасилования. Впервые состоялся 3 апреля 2011 года в канадском городе Торонто, после чего несколько подобных маршей произошло в других странах мира.
Участницы и участники марша протестуют против стереотипа, оправдывающего поведение насильника вызывающим или слишком привлекательным внешним видом жертвы, и призывают положить конец культуре изнасилования.
Поводом для первого марша стало высказывание торонтского констебля Майкла Сангинетти, который сказал, что «если женщины не хотят, чтобы их насиловали, им не следует одеваться подобно шлюхам».
Протест принял форму марша, участницами которого были в основном молодые женщины, некоторые из которых специально нарядились в костюмы, напоминающие «рабочую одежду» проституток.
Во время Парадов шлюх в разных странах мира обычно проходят семинары и митинги, играет живая музыка, изготавливаются плакаты и листовки, проводятся дискуссии у открытых микрофонов, поют песни, танцуют, состязаются в боевых искусствах (в частности, устраивают бои в масле или грязи), проводятся мероприятия и вечеринки с закусками. Нередко во время собраний жертвы насилия делятся своими воспоминаниями.
Критики считают, что подобный подход является примером того, как женщины определяют свою сексуальность в понятиях мужской культуры, а протест превращается в порнографию.

## Предпосылки

### Констебль Майкл Сангинетти
24 января 2011 года констебль полиции Торонто Майкл Сангинетти и ещё один офицер из 31 отдела выступили с докладом о профилактике преступлений, затронув проблему изнасилований в кампусах, на форуме по безопасности Йоркского университета в юридическом колледже Осгуд Холл. Во время выступления Сангинетти прервал старшего по званию офицера и заявил:
Мне сказали, что я не должен этого говорить — однако, женщинам следует избегать одеваться как шлюхи, чтобы не стать жертвой
После того, как статья, в которой сообщалось об этой ситуации, привлекла международное внимание, Сангинетти извинился за свой комментарий, заявив:
Я сделал комментарий, который был плохо продуман и не отражал приверженность[что?] полицейской службы Торонто к жертвам[что?] сексуальных нападений. Такие насильственные преступления, как сексуальные нападения, могут оказывать травмирующее воздействие на своих жертв… В этом отношении мой комментарий был обидным. Мне стыдно за свой комментарий, и он больше не повторится
Извинения были приложены к электронному письму, разосланному сообществу колледжа Осгуд Холл деканом юридического факультета Лорном Соссином, который сообщил, что офицер «привлечен к дисциплинарной ответственности и пройдет дальнейшее профессиональное обучение». Соучредители организации Соня Барнетт и Хизер Джарвис решили дать новое определение слову «шлюха» как человеку, который контролирует свою сексуальность, чтобы сделать слово «шлюха» обозначением силы для женщин. Они отмечают, что исторически слово «шлюха» имело негативное значение, и что их цель — «обелить» этот термин. На их сайте говорится:
Мы устали от того, что нас угнетают, притесняя шлюх; от того, что нас осуждают за нашу сексуальность и в результате мы чувствуем себя небезопасно. Ответственность за нашу сексуальную жизнь не должна означать, что мы открываем себя ожиданию насилия, независимо от того, занимаемся ли мы сексом для удовольствия или по работе. Никто не должен приравнивать получение удовольствия от секса к привлечению сексуального насилия
Барнетт считает, что извинений недостаточно, поскольку стереотипное представление офицера все еще существует в обществе.
«Комментарий, сделанный офицером Сангинетти, исходит из места, где сексуальное профилирование и обвинение жертв является неотъемлемой и большой чертой, и мы бы хотели, чтобы это изменилось», — сообщила Барнетт, — «Речь идет не об одной идее или одном полицейском, который практикует обвинение жертв, а о том, чтобы изменить систему и сделать что-то конструктивное с гневом и разочарованием».
Пресс-секретарь полиции Торонто Миган Грей заявила, что предупреждение женщин об их облике не является частью какой-либо подготовки полицейских. «На самом деле, это полностью противоречит тому, чему учат полицейских», — заявила она. «Их учат, что ничто из того, что делает женщина, не способствует сексуальному нападению».
Начальник полиции Торонто Билл Блэр также высказался по этому вопросу: «Если такой тип, откровенно говоря, архаичного мышления все еще существует среди моих офицеров, это подчеркивает для меня необходимость продолжать обучение моих офицеров и информировать их о реальности виктимизации». Заявление Сангинетти, по словам Блэра, направлено на то, чтобы «возложить вину на жертв, а это не то место, куда следует возлагать вину».
Розмари Гартнер, криминолог из Университета Торонто, заявила, что связывать стиль одежды с сексуальными нападениями «нелепо». «Если бы это было так, то не было бы изнасилований женщин, которые носят вуаль, а мы знаем, что в этих странах есть изнасилования», — сообщила она. Даршика Сельвасивам, вице-президент Йоркской федерации студентов, сказала, что считает использование этого слова «крайне тревожным». Связывание провокационной одежды с сексуальным нападением «является огромным мифом», и все, что он делает, это «обвиняет жертву сексуального нападения, снимая вину с преступника», — сообщила она. Представитель университета также сказал, что школа была «удивлена и шокирована» комментарием, хотя у неё хорошие отношения и сотрудничество с полицией.
Безусловно, такой комментарий правоохранительных органов является крайне оскорбительным, поскольку предполагает, что некоторые жертвы изнасилования несут ответственность за преступные действия нападавших. Вместо того чтобы советовать женщинам одеваться определенным образом, полиция должна предупреждать потенциальных преступников, что им следует "избегать нападения на женщин, чтобы не попасть в тюрьму"Гейл Дайнс и Венди Джей Мерфи

### Судья Роберт Дьюар
Организатор Парада шлюх Соня Барнетт назвала дело судьи Роберта Дьюара одной из главных причин создания движения, и оно же стало главной причиной Виннипегского парада шлюх.
18 февраля 2011 года судья Роберт Дьюар признал жителя Томпсона Кеннета Родса, работавшего в городском совете, виновным в сексуальном насилии и приговорил его к двум годам домашнего ареста. Дьюар описал Родса как «неуклюжего Дон Жуана», который ошибочно полагал, что «секс витает в воздухе», и «с повышенным ожиданием» ожидал, что секс произойдёт. Дьюар сказал, что жертва и её подруга были одеты в топы и туфли на высоких каблуках, когда они встретили Родса и ещё одного мужчину возле бара «и открыто заявили, что хотят развлечься». Суд в Виннипеге, штат Манитоба, узнал, что жертва охотно подошла к Родсу и поцеловала его. Но после того, как она трижды отвергла его дальнейшие ухаживания, он изнасиловал её на обочине дороги, когда они остались одни. Родс признался, что во время изнасилования сказал женщине, что «больно будет недолго».
На суде он не признал себя виновным, заявив, что думал, что женщина дала согласие на секс. Дьюар отверг его защиту, но сообщил, что её аспекты могут быть учтены при вынесении приговора. Прокуроры просили приговорить его к трём годам лишения свободы, но Дьюар назначил Родсу условное или отсроченное наказание и обязал его написать письмо с извинениями своей жертве. Политики всех мастей присоединились к студенческим и феминистским группам, а также к тем, кто работает с жертвами сексуального насилия, осудив эти комментарии.
Профессор политики Университета Виннипега Шеннон Самперт сказала, что это побочный ущерб, который возникает, когда в системе работают плохо подготовленные судьи. «Жертва в этом деле должна снова пережить свой опыт в новом судебном процессе, надеясь, что этому судье не потребуется обучение гендерной чувствительности», — заявила Самперт. По её словам, исследования неоднократно показывали, что одной из основных причин, по которой женщины не сообщают об изнасиловании, является страх снова стать жертвой системы правосудия.
25 февраля около 100 человек собрались, чтобы призвать судью Роберта Дьюара к отставке. «Эти заявления Дьюара укрепляют миф о подразумеваемом согласии и миф о том, что жертва сексуального насилия в конечном итоге сама несёт ответственность за свою виктимизацию», — заявила во время акции протеста Аланна Макинсон из Канадской федерации студентов. Хотя это не было частью Парада шлюх, начало Парада шлюх в Торонто 3 апреля дало делу национальное распространение в Канаде. 16 октября состоялся Виннипегский парад шлюх, чтобы повторить протест против судьи.
9 ноября судья Дьюар принёс официальные извинения. Согласно заявлению судебного совета, Дьюар сообщил, что он хотел «выразить свои недвусмысленные извинения (жертве) за ту боль, которую она, должно быть, испытала от моих комментариев». В некоторых письмах-жалобах от людей, которые непосредственно работали с прошлыми жертвами, отмечается, что «некоторые из моих комментариев были травмирующими и для них. Я очень сожалею и об этом». Главный судья Альберты Нил Виттманн, который рассмотрел жалобы на Дьюара, сообщил, что комментарии Дьюара «продемонстрировали явный недостаток чуткости по отношению к жертвам сексуального насилия», но не являются основанием для его отстранения от должности. Согласно заявлению судебного совета, Дьюар встретился с экспертом по вопросам «гендерного равенства»" и «занимается дальнейшим профессиональным развитием в этой области в рамках своего стремления стать лучшим судьёй».
Позднее Апелляционный суд Манитобы отменил приговор Родсу и постановил назначить новое судебное разбирательство. Апелляционный суд постановил, что Дьюар при вынесении вердикта не оценил должным образом достоверность показаний обвиняемого и предполагаемой жертвы. В 2013 году Родс был приговорён к трём годам лишения свободы.

## Первый марш и последующий рост

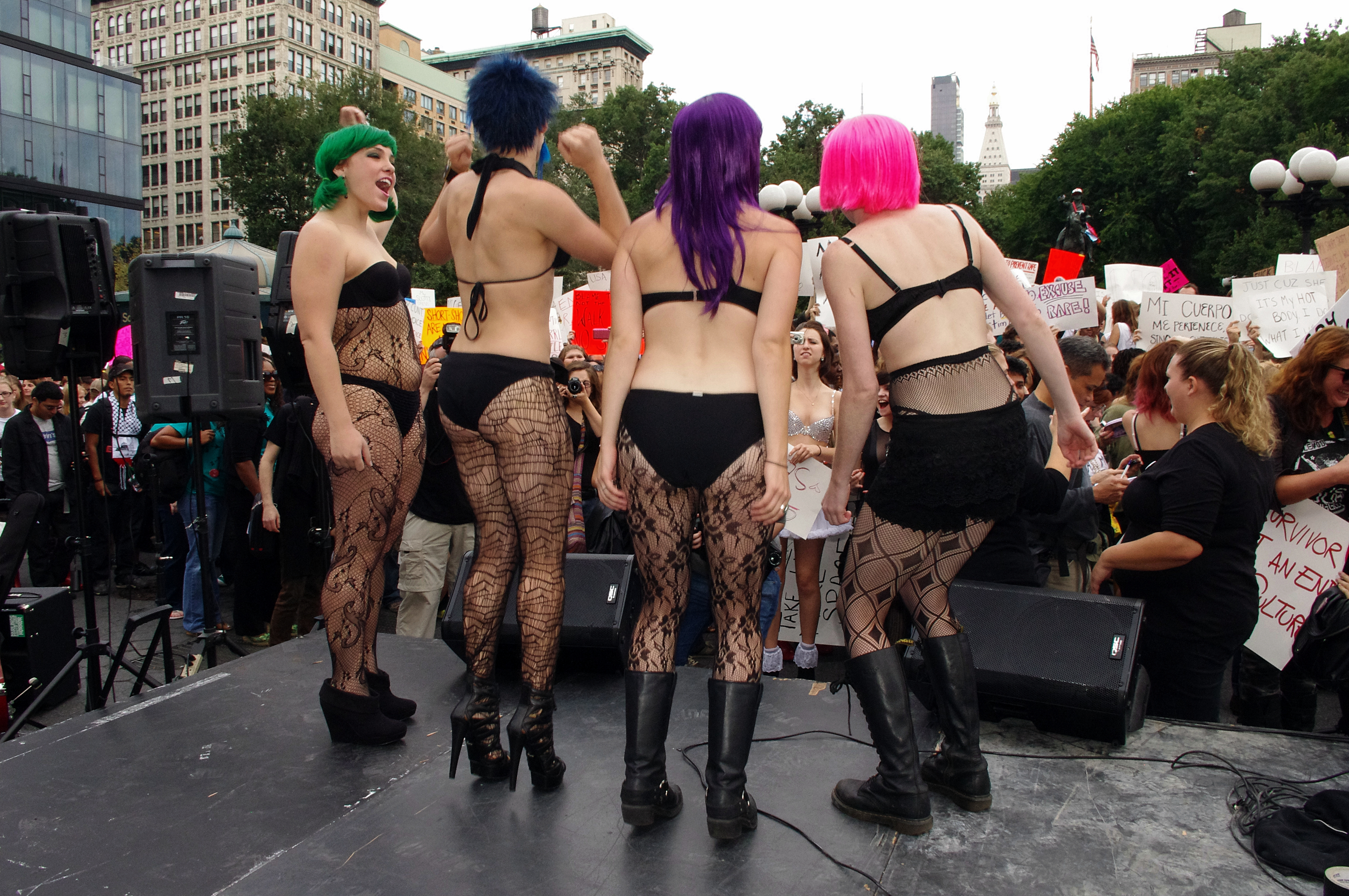
Нью-йоркские участницы Парада шлюх. Юнион-сквер, октябрь 2011 года

Первый парад шлюх был проведен в Торонто, Онтарио, 3 апреля 2011 года. Хотя организаторы ожидали, что придет около 200 человек, на площади Квинс Парк собралось более 3 000 человек. «Мы хотим, чтобы полицейские службы действительно поддержали идею о том, что обвинение жертв, порицание шлюх и сексуальное профилирование никогда не будут приемлемы.[…] Идея о том, что шлюха — это низшая личность, заслуживающая сексуального насилия, не является исключительной для полиции. СМИ также должны поддержать эту идею», — объяснила Соня Барнетт.
День начался с выступлений, а затем переместился к штаб-квартире полиции Торонто. Приглашение на сайте Парад шлюх. Торонто также предупреждало: «Будь вы шлюхой или просто союзником, вам не обязательно носить свои сексуальные наряды: мы просто просим вас прийти. Одиночки, пары, родители, сестры, братья, дети, друзья». Некоторые женщины пришли на протест в джинсах и футболках, другие — в колготках в сетку и на шпильках.
25 мая 2012 года в Торонто был организован новый Парад шлюх. Участников было меньше, чем в предыдущий раз, хотя присутствие мужчин было более заметным. Наряды варьировались от кроссовок и майки до бикини и костюмов. Некоторые участницы шли топлесс. Делегация из аббатства Божественного Леса, торонтской миссии сестер бессрочной индульгенции, явилась в своих монашеских одеяниях и несла плакаты, в том числе и такой, который гласил: «Сестры — шлюхи 2».

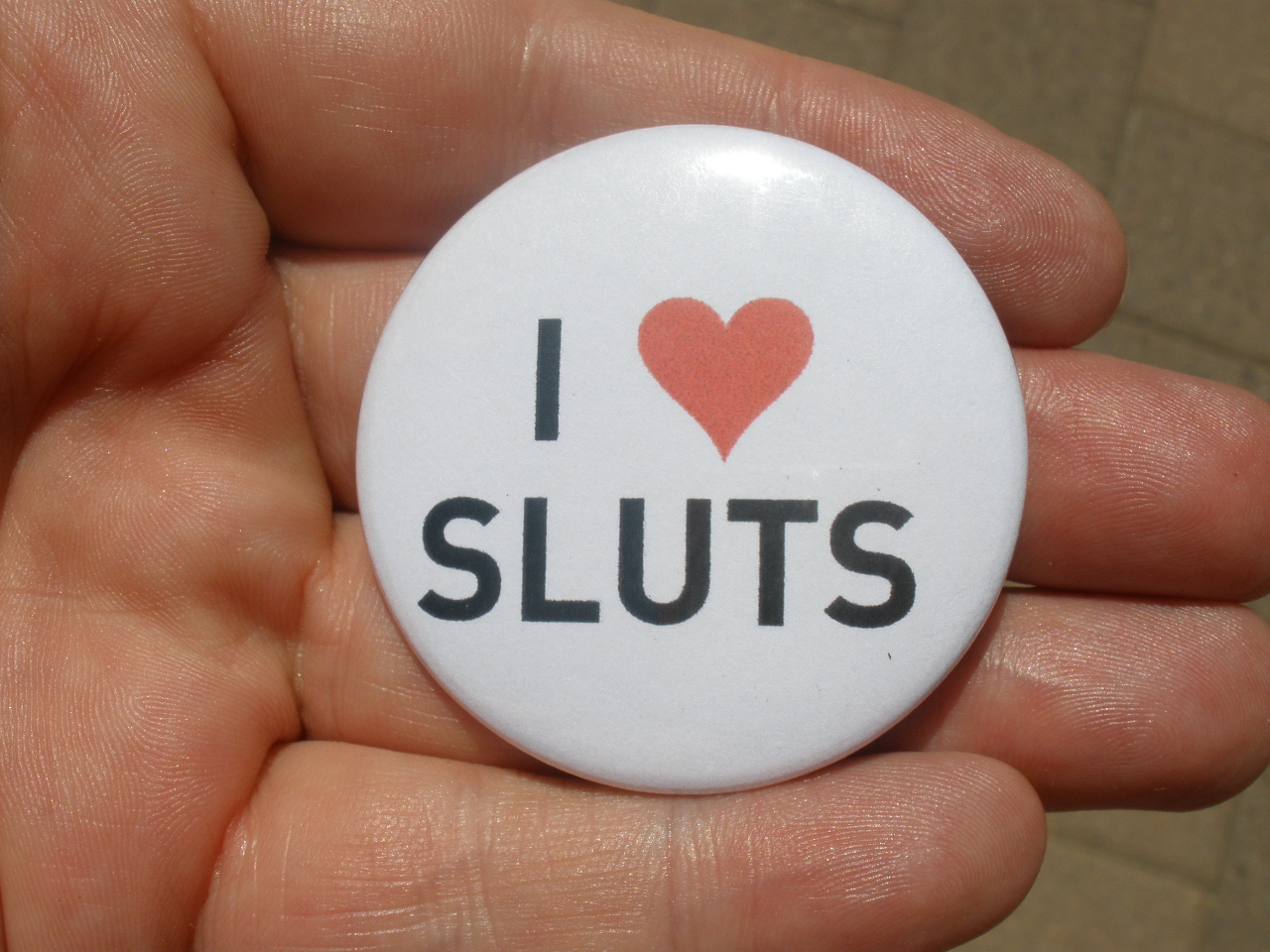
Значок «Я люблю шлюх» в Денвере, июль 2011 года

В Квинс Парк несколько ораторов заняли сцену — многоцелевой грузовик — и произнесли речи, некоторые из которых были спонтанными выступлениями. Несколько человек почтили память активистки движения за права секс-работников Торонто Венди Бэбкок, которая участвовала в первом Параде шлюх и умерла 9 августа 2011 года в возрасте 32 лет. Также были многочисленные демонстрации поддержки Сиси Макдональд, трансгендерной женщины из Миннеаполиса, которой грозит 41 месяц тюремного заключения за то, что она ударила ножом и убила мужчину после того, как ее домогались и ударили по лицу.
4 апреля 2011 года Парад шлюх в Саквилле, Нью-Брансуик, был организован Ассоциацией студентов-социологов Университета Маунт-Эллисон и прошел ровно через день после Парада шлюх в Торонто. По словам Ребекки Чефф, одного из организаторов Парада шлюх, «цель — пройти к полицейскому участку и поговорить с [полицейскими] о вине жертв и повысить осведомленность, так как они являются передовыми работниками в сценариях сексуальных нападений». «Существует большое заблуждение, что люди, которые одеваются определенным образом, сами напрашиваются на сексуальное нападение, и это нужно прекратить», — сказала организатор Парада шлюх студентка Лорен Хатчисон. Фраза «все еще не просим» стала кличем многих протестов, а также была наклеена на тела мужчин и женщин на этих выступлениях по всему миру.
Доктор Ванесса Оливер, профессор социологии и организатор Парада шлюх, заявила: «С нас хватит этой идеи позора шлюх […] владение своим сексуальным „я“ не должно означать, что мы открываем себя для ожиданий насилия», — сказала она. «Никто не должен приравнивать получение удовольствия от секса к привлечению сексуального насилия». На акции протеста было заметно присутствие мужчин. Двое протестующих, одетых в экипировку морфлота, участвовавших в протесте, сказали: «Как мужчины мы также можем повысить осведомленность[что?]».
Согласно Параду шлюх. Лондон, цель митингов — положить конец культуре страха и виктимизации:
Во всем мире женщин постоянно заставляют чувствовать себя жертвами, говорят, что они не должны выглядеть определенным образом, не должны выходить на улицу ночью, не должны ходить в определенные места, не должны напиваться, не должны носить высокие каблуки или макияж, не должны оставаться наедине с незнакомым человеком. Это не только отвлекает внимание от истинной причины преступления - преступника - но и создает культуру, в которой изнасилование считается нормальным, в которой ему разрешено происходить
Джессика Валенти сказала: «Всего за несколько месяцев Парады шлюх стали самой успешной феминистской акцией за последние 20 лет. В феминистском движении, которое часто борется просто за то, чтобы удержать позиции, Парады шлюх стоят как напоминание о более низовом прошлом феминизма и указывают на то, каким может быть будущее».
Это движение сравнивают с движением 1970-х годов Take Back the Night (также известным как Reclaim the Night), которое способствовало проведению маршей с целью повышения осведомленности и протеста против насилия в отношении женщин; хотя отмечается некоторая напряженность между этими двумя движениями. Как и Парад шлюх, это движение отстаивало право женщин находиться на улице ночью, не считая это приглашением к изнасилованию.
В меньшей степени его сравнивают с такими активистскими группами, как FEMEN, украинское женское движение, и Boobquake, атеистический и феминистский ответ иранскому худжат аль-исламу Казему Седдики, который обвинил женщин, одевающихся нескромно, в том, что они вызывают землетрясения. Обе акции объединяют наготу и протест.

## США

### Фестиваль Парад шлюх Эмбер Роуз

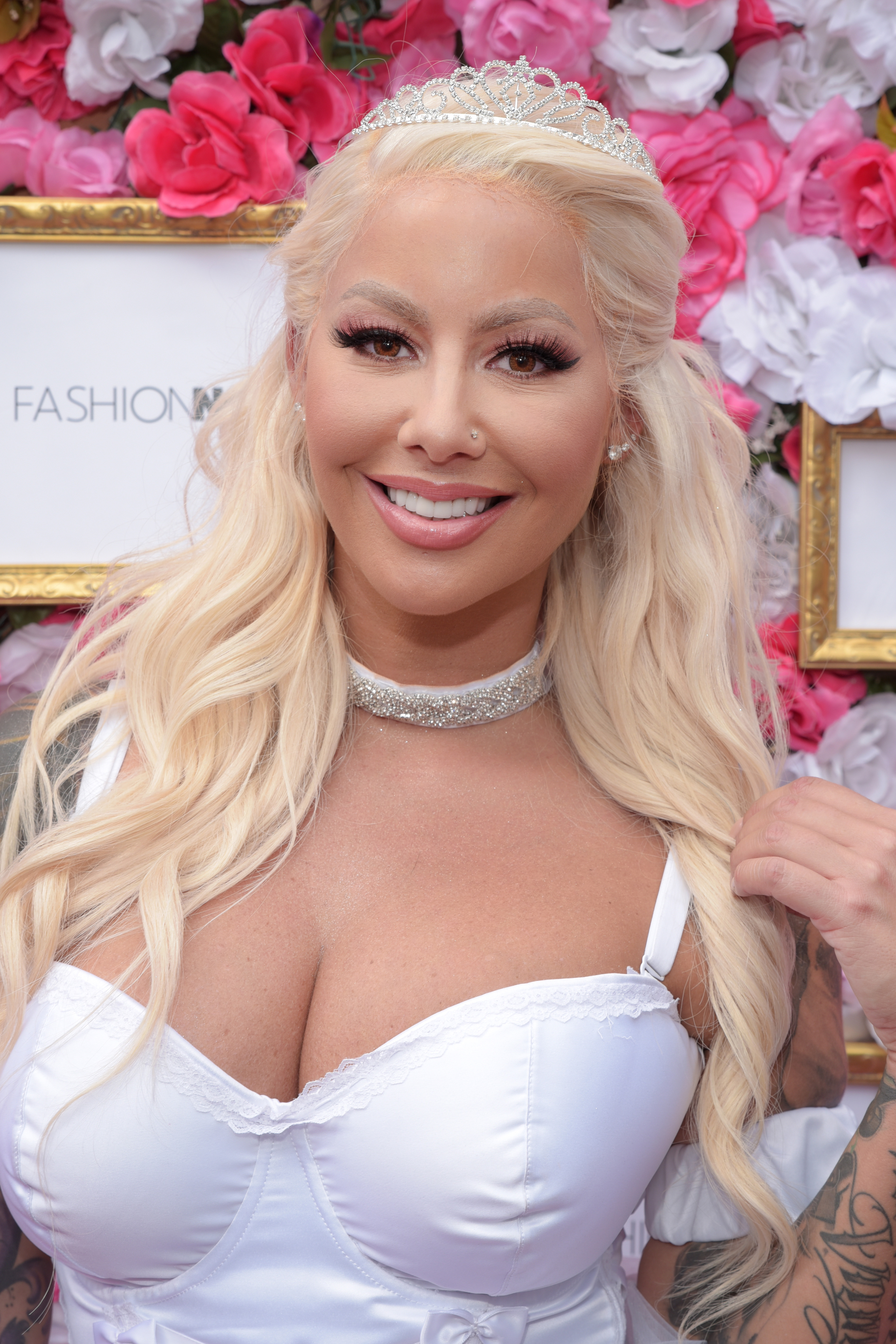
Эмбер Роуз

Эмбер Роуз — американская светская львица, известная своей откровенностью в вопросах феминизма и отношениями с другими знаменитостями, такими как Канье Уэст. На своем сайте она отмечает, что не она начала Парад шлюх, хотя «она привлекает больше внимания к этому вопросу, просвещая общественность». Фестиваль Парад шлюх Эмбер Роуз в настоящее время проводится на площади Першинг в Лос-Анджелесе. В рамках Парада шлюх проводится множество мероприятий, включая: «живые диджеи, изготовление табличек, образовательные стенды, фотосессии, бесплатные обследования на рак груди и тестирование на ВИЧ». Фестиваль открыт для волонтеров; персонал и посетители Парада шлюх должны быть не моложе 18 лет. В 2016 году у Парада шлюх Эмбер Роуз были спонсоры, включая Subway, T-Mobile и Beats by Dr. Dre; среди знаменитостей были Мэтт МакГорри, Ники Минаж и Блэк Чайна.

### Парад шлюх Нью-Йорк
В 2011 году в Нью-Йорке была проведена акция «Прогулка шлюх», которая перекрыла Юнион-сквер.

### Другие
В 2017 году председатели Парада шлюх. Чикаго писали: «Мы по-прежнему поддерживаем решение Дайк-марш. Чикаго убрать сионистский контингент с их мероприятия, и мы не разрешим сионистские демонстрации на нашем», ссылаясь на предстоящую демонстрацию Парада шлюх. Чикаго. Чикагский Парад шлюх заявил о Звезде Давида: «Ее связь с угнетением, осуществляемым Израилем, слишком сильна, чтобы она могла быть нейтральной, и В КОНТЕКСТЕ [на мероприятии Дайк-марш. Чикаго] она использовалась как сионистский символ».
В 2017 году Парад шлюх в Детройте был проведен в Палмер-парке организацией Сеть политических действий Метро-Детройта (MDPAN). Мероприятие также получило название «Марш за согласие», оно было проведено в «гей-районе» Детройта из-за высокого уровня насилия в отношении трансгендерных женщин в этом районе. Среди основных докладчиков были председатель MDPAN Брианна Кингсли и Дженнифер Курланд, которая баллотировалась на пост губернатора штата Мичиган в 2018 году как кандидат от партии «зеленых».

## Австралия
Первый Парад шлюх в Мельбурне состоялся 28 мая 2011 года. Примерно 2500 человек собрались на митинг перед Государственной библиотекой штата Виктория и прошли маршем по Мельбурну в защиту того, как должны одеваться женщины, мужчины и дети, не боясь подвергнуться сексуальному насилию. Протестующие держали таблички с надписями: «Прекратите следить за нашим гардеробом и начните следить за нашими улицами, прекратите обвинять жертв, жертвы не виноваты, шлюхи любят, шлюхи платят налоги и прекратите „шлюхофобию“», и т. д. Сторонники Парада шлюх были одеты в платья, повседневную и спортивную одежду, а также в другие виды одежды, подчеркивающие их сущность. Организаторы советовали носить все, что они выберут, чтобы передать одно послание: «Кто такая шлюха? Мы все. Или никто из нас. И какая разница? Все равно это глупое, бессмысленное понятие».
Парад шлюх в Мельбурне был организован Карен Пикеринг, Лорен Клер, Клементиной Бастоу и Наташей Смит. Пикеринг ведет Cherchez La Femme, ток-шоу о текущих делах и поп-культуре с феминистским уклоном. Наташа Смит специализируется на правах гомосексуалистов и организациях по охране психического здоровья. Клэр — консультант по розничной торговле секс-игрушками и сексуальному здоровью. Она проводила в Мельбурне акции по сбору средств для женских служб. Бастоу — феминистский автор, музыкальный критик и радиоведущая. До Парада шлюх в Мельбурне Клэр сомневалась в правильности определения слова «шлюха». В интервью газете Fairfax она сказала: «Всю жизнь меня осуждали за мою внешность и сексуальность. Я сексуальна, я занимаюсь сексом, я наслаждаюсь сексом. Я не собираюсь стыдиться». Клэр заявила, что самым запоминающимся скандированием, которое произносили представители всех полов во время протеста, было: «Как бы мы ни одевались, куда бы ни шли, „да“ означает „да“, а „нет“ — „нет“». На мероприятии прозвучало пять речей о расширении прав и возможностей от пяти ораторов, в том числе от доктора Лесли Кэннолд.

Писательница-феминистка д-р Кэннольд начала свою речь с приветствия: «Эй вы, шлюхи». На протяжении всей своей речи доктор Кэннольд описывала происхождение и значение слова «шлюха», берущее начало в Средневековье, и его влияние в двадцать первом веке: 
«Слово „шлюха“ на самом деле восходит к средним векам. Те, кто бросает его в нас, пытаются вернуть нас в Средневековье. Время, когда женщины были тем, чем, по словам мужчин, они могли быть. Слово „шлюха“ используется некоторыми мальчиками, некоторыми мужчинами и даже некоторыми женщинами, чтобы опустить женщин. Когда те, кто использует слово „шлюха“, имеют в виду одно и то же».
Благодаря положительным результатам Парада шлюх в Мельбурне 2011, в Мельбурне было проведено четыре Парада шлюх: Парад шлюх в Мельбурне 2012, Фестиваль шлюх 2013, Парад шлюх в Мельбурне 2014, Парад шлюх 2015 и Фестиваль шлюх 2016.

## Европа

### Исландия
Первый Парад шлюх в Рейкьявике состоялся 23 июля 2011 года, всего через несколько месяцев после самого первого Парада шлюх, который прошел в Торонто 3 апреля.

### Швейцария
Швейцарское движение было создано в августе 2012 года женщинами из Женевы и Лозанны. С тех пор коллектив организовал четыре марша и другие мероприятия: Швейцарский Парад шлюх, 6 октября 2012 года, 12 октября 2013 года, 13 сентября 2014 года, 6 июня 2015 года. С мая 2014 года Швейцарский Парад шлюх является ассоциацией согласно закону.

### Великобритания
Исследователи Джессика Рингроуз и Эмма Ренольд взяли интервью у членов самоорганизованной группы «girl power» в одной из школ Кардиффа, Уэльс. Цели группы, состоящей из учениц 8-го класса (13 лет) и старше, эволюционировали до проведения уроков личного социального здоровья и экономического образования для младших учеников школы. Когда их спросили о «Прогулке шлюх», запланированной в Кардиффе через несколько недель, это привело к «неловкому молчанию, неловким улыбкам и поднятым бровям двух женщин-учителей, возглавлявших группу». Рингроуз и Ренольд пришли к выводу, что существует парадокс между учителями, которые «невероятно поддерживают общий посыл Прогулки шлюх», но которые «одновременно сталкиваются с постоянной борьбой с сексуальной регуляцией, испытываемой девочками в дезинфицированном школьном пространстве, где „шлюха“ является запрещенным и наказуемым сексуальным ругательством». Далее учителя сообщили, что девочки, «вероятно, не смогут пойти, мы пойдем на марш за них». Однако в день марша (4 июня 2011 года) несколько девочек все же пришли со своими матерями и встретились со своими учителями. Подобные марши прошли в это же время в ряде городов Великобритании, включая Лондон, Эдинбург, Ньюкасл-апон-Тайн, Бристоль и Оксфорд.
По состоянию на 2018 год Парад шлюх. Ньюкасл является самым продолжительным сателлитным мероприятием в Великобритании. Первый марш состоялся 4 июня 2011 года, в нем приняли участие около 200 человек. После пятилетнего перерыва следующий Парад шлюх в Ньюкасле состоялся 28 июля 2018 года.

## Латинская Америка

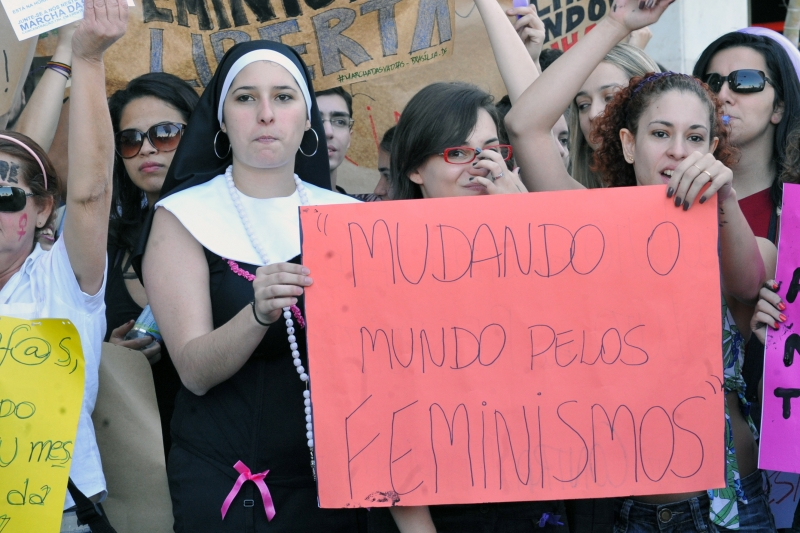
Марш дас Вадиас в Бразилии, 18 июня 2011 года. Надпись на плакате гласит: «Меняем мир через феминизм».

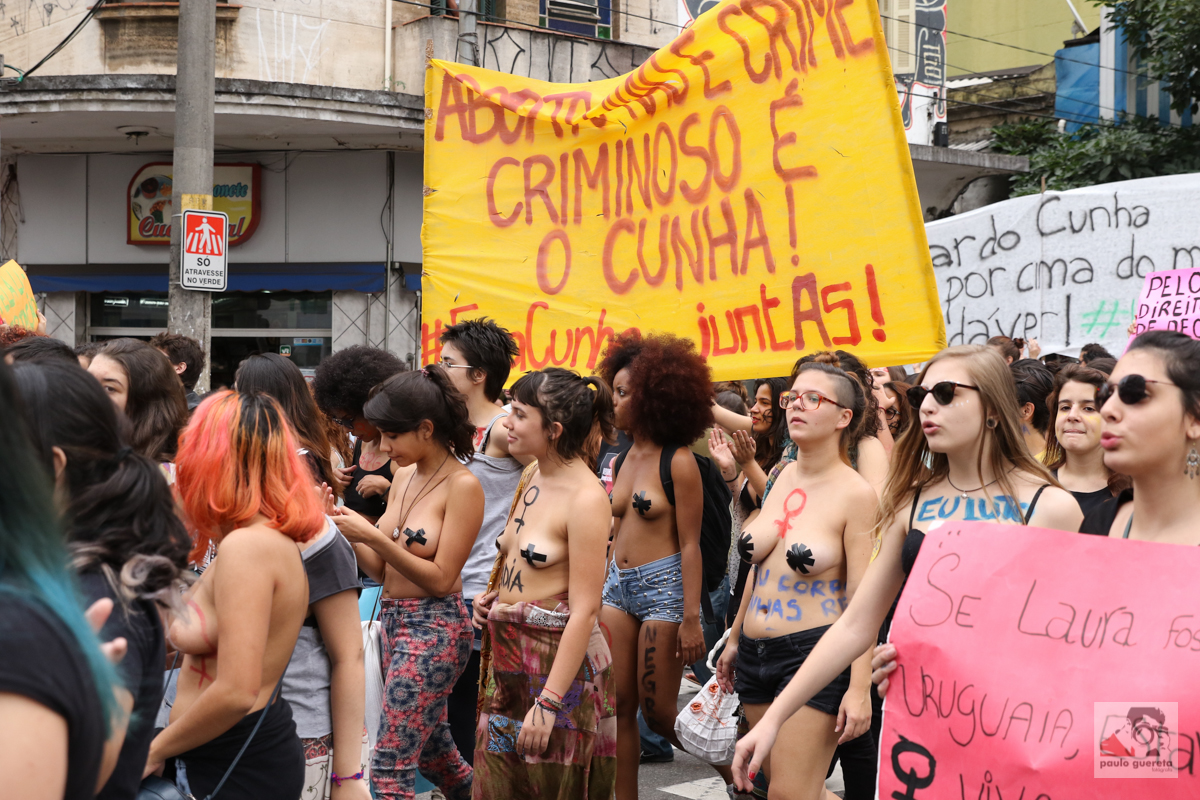
Парад шлюх в Бразилии 2015 год

Марши шлюх в Латинской Америке были переименованы в «Марша дас Вадиас» в Бразилии и «Ла Марча де лас Путас» в большинстве испаноязычных стран, иногда используя PUTAS как акроним для Por una transformación Auténtica y Social (рус. «За аутентичную социальную трансформацию»). Такие страны, как Аргентина, Бразилия и Колумбия были известны одновременным проведением маршей шлюх в разных городах. Во всех странах «Марши шлюх» повторялись, по крайней мере, один раз в год, хотя и не всегда в одних и тех же городах. Некоторые протесты выбирали даты их проведения в соответствии со значимыми событиями, такими как Международный день борьбы за ликвидацию насилия в отношении женщин и Всемирный день молодежи.
Было отмечено взаимодействие между организаторами в разных странах. Организаторы из Аргентины ранее связывались со своими коллегами из Мексики и Венесуэлы через социальные сети, а художница Адриана Минолитти участвовала в мексиканских Парадах шлюх, прежде чем сама стала организатором в Буэнос-Айресе. В свою очередь, к ним за помощью обратились организаторы в Боливии и Уругвае. Кроме того, организатор национального Парада шлюх в Колумбии ранее взаимодействовал с организаторами в Перу, а аргентинская активистка Леонор Сильвестри ездила в Чили, чтобы помочь организовать La Marcha de las Maracas в Сантьяго. Активно участвовали представители ЛГБТ-сообщества, и часто присутствовали секс-работники или выражали солидарность с ними. Также было общее региональное скандирование: ¡Alerta, alerta, alerta que camina la Marcha de las Putas por América Latina! (рус. «Тревога! Тревога! Тревога, шлюхи идут по Латинской Америке!»).
Все протесты разделяли неприятие высказываний Сангинетти, а некоторые из них были также направлены против местных государственных властей и представителей католической церкви, чьи публичные комментарии усиливали гендерные стереотипы и насилие над женщинами. Костюмы с изображением католических персонажей также встречались в разных странах, и многие протесты требовали светского государства и указывали на католическую церковь как на причину ущемления прав женщин. Были и исключения, например, Колумбия, где католики маршировали среди людей всех других религий под знаменем La Marcha de las Putas, а на марше Marcha das Vadias против государственных расходов на визит Папы Франциска в Копакабане, Бразилия, среди протестующих маршировали диссидентские католические группы.

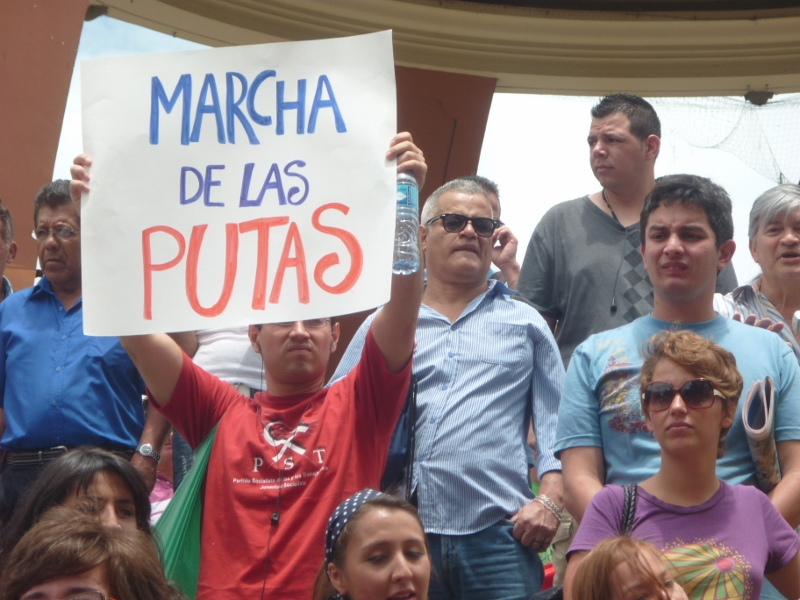
Марша де лас Путас в Коста-Рике, 14 августа 2011 года

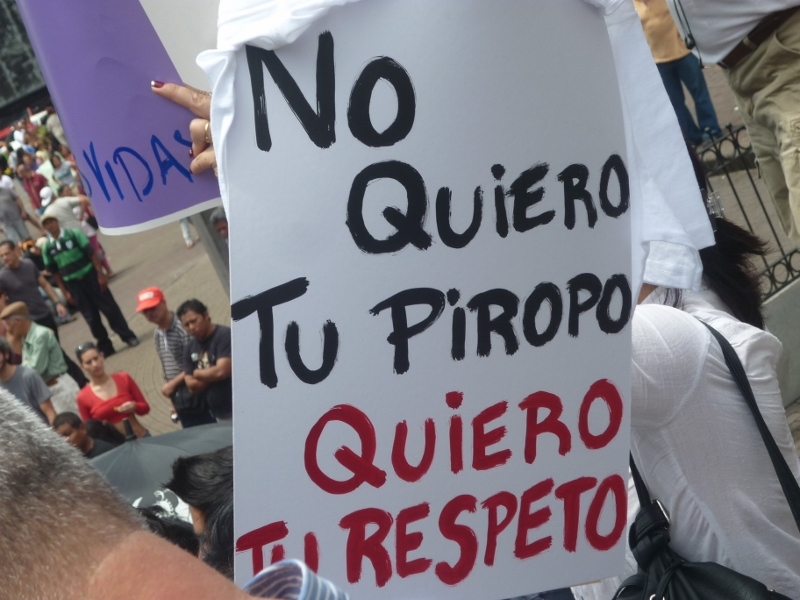
Знак с Марша де лас Путас, гласящий: «Мне не нужны ваши приставания, мне нужно ваше уважение»

Некоторые протесты переросли в постоянные организации, которые продолжали работать в течение всего года для борьбы с насилием в отношении женщин, а также участвовали или организовывали другие мероприятия, помимо типичных Парадов шлюх, для повышения осведомленности о сексуальном насилии.

## Азия

### Южная Корея
Первая акция Парада шлюх в Азии была проведена 16 июля 2011 года в Сеуле, Республика Корея, под названием Japnyeonhaengjin (кор. 잡년행진). Его планировалось провести 9 июля, но из-за другого важного события Парад шлюх. Корея перенесла мероприятие на следующую неделю. Дата мероприятия совпадает с датой в Индии, но из-за разницы во времени первый Парад шлюх в Азии прошел в Сеуле. Второй Парад шлюх в Южной Корее состоялся 28 июля 2012 года.

### Индия
16 июля 2011 года около 50 человек собрались на первый в Индии Парад шлюх в Бхопале, названный Slutwalk arthaat Besharmi Morcha. Рита Банерджи, индийская феминистка и писательница, сообщает, что Парад шлюх был раскритикован как неуместный перед лицом женского фемицида, детоубийства, убийств с приданым и убийств чести. Она заявляет: «Проблема, лежащая в основе Парада шлюх, одна и та же, что и для всех остальных вышеперечисленных бедствий. Речь идет о признании женщин как личностей с определенными фундаментальными правами, включая право на безопасность и личный выбор, которые никто, даже семья, не может нарушать».
31 июля 2011 года в Нью-Дели прошла акция Бешарми Морча. По оценкам, число протестующих составило около 500 человек. Чтобы гарантировать, что не произойдет никаких неприятных инцидентов, по всему району были расставлены полицейские. «В Дели никто не может быть в безопасности. Когда мы выходим из своих домов, даже мы не уверены, вернемся ли мы в целости и сохранности», — сообщил на условиях анонимности один из полицейских констеблей. Присутствовала актриса и общественный деятель Нафиса Али. «По сути, нам нужно работать над безопасностью женщин на улицах. Это вопрос менталитета. Если мальчик может выйти на улицу в два часа ночи, то и девочка может», — заявила она. Тришала Сингх, одна из организаторов, заявила по поводу количества участников: «Я нисколько не разочарована результатами прогулки. Хорошее количество людей пришло поддержать это дело, и я довольна этим. Я знаю, что одна прогулка не может изменить мышление людей, но это, по крайней мере, начало».
Еще один Парад шлюх прошел в Калькутте 24 мая 2012 года, собрав около 300 человек. Как описывает Times of India, молодые девушки шли во всех видах одежды — от сари и шальвар-камиз до джинсов и юбок. «Мы хотим донести мысль о том, что человек может подвергаться сексуальным домогательствам, даже будучи одетым с ног до головы», — заявила одна из организаторов акции студентка факультета киноведения Сулакшана Бисвас. В конце акции артисты театральной группы «Четвертый колокол» представили короткие пьесы и прочли стихи о сексуальном насилии, написанные известным поэтом урду Саадатом Хасаном Манто и бенгальской писательницей Махасветой Деви.
Новый Парад шлюх состоялся в Калькутте 7 июня 2013 года. Прогулка началась в университете Джадавпур и продолжалась до Треугольного парка. У многих участников на теле яркими красками было написано «шлюха». Сулакшана, студентка университета Джадавпур и организатор акции в течение двух лет подряд, сказала, что она намерена сделать «Прогулки шлюх» ежегодным мероприятием в городе. Саян, еще один из организаторов, сказал: «Мы не выступаем под какими-либо политическими знаменами. Это движение за гендерную инклюзию, ориентированное на всех».

### Сингапур
Перед проведением первого Парада шлюх состоялся публичный обмен мнениями между организаторами и местными властями по поводу особо строгих законов об уличных демонстрациях. Организаторы заявили, что разрешение на проведение акции протеста не требуется, в то время как полиция утверждала, что глобальный характер движения и ожидаемое присутствие иностранцев делают его необходимым. Наконец, 30 ноября было получено разрешение на проведение Парада шлюх в парке свободы слова. Социальный критик и борец за права геев Алекс Ау прокомментировал этот вопрос: «возможно, наши высокопоставленные государственные служащие не могут пройти мимо слова „шлюха“ и у них началась гипервентиляция». Прогулка шлюх наконец состоялась 3 декабря 2011 года. Никто из собравшихся в основном женщин не пришел в откровенной одежде, хотя некоторые надели юбки выше колена. Другие были в футболках, протестуя против обвинения жертв изнасилования по причине их наряда или потому, что они были пьяны или флиртовали. Новый Парад шлюх был проведен в Сингапуре 15 декабря 2012 года.

### Израиль
Когда идея Парада шлюх возникла в Израиле, было принято ивритское название Tza’adat HaSharmutot (иврит צעדת השרמוטות), то есть Прогулка шармут. Слово «шармута» (شرموطة), изначально арабское слово, означающее «проститутка», вошло в разговорный израильский иврит, имея значения, схожие с английским словом «шлюха». В 2012 году феминистская активистка из Иерусалима Ор Леви первой выдвинула идею проведения Парада шлюх в Израиле. Первый реальный Парад шлюх состоялся в Тель-Авиве 22 марта, в нем приняли участие несколько сотен женщин и несколько сочувствующих мужчин. Затем идея была подхвачена активистами в других городах, включая Иерусалим, Хайфу и Беэр-Шеву.

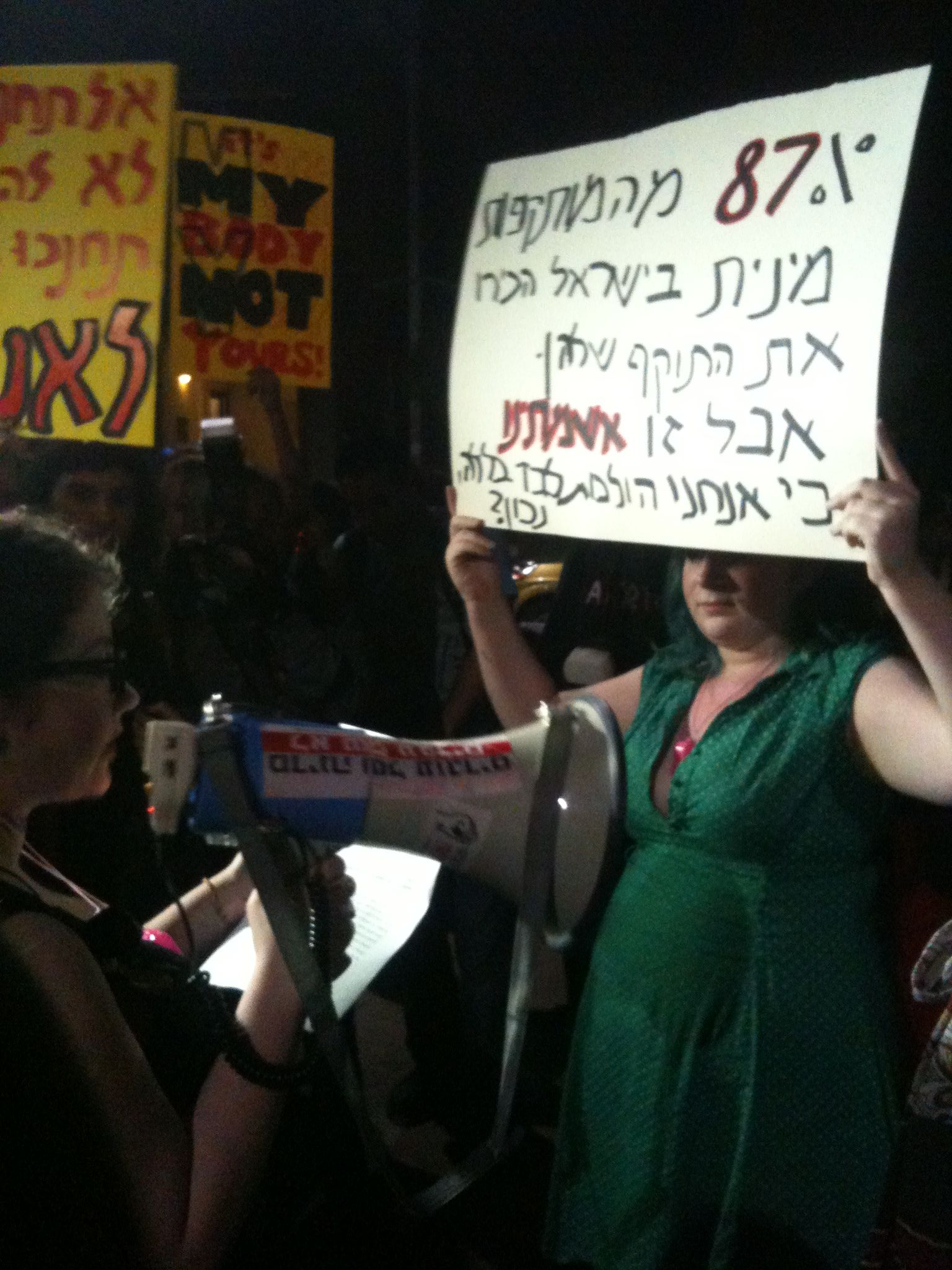
«87% жертв сексуальных нападений в Израиле знали своего обидчика. Но это наша вина, потому что мы ходим одни по ночам…» — Парад шлюх в Тель-Авиве 2012 года

В 2013 году мероприятия прошли в тех же четырех городах. Число участников, как женщин, так и мужчин, значительно возросло, очевидно, благодаря более широкому освещению в СМИ, а также интернет-кампании, получившей вирусное распространение через Facebook. Марши проходили не без препятствий: В Иерусалиме полиция сначала отказалась выдать разрешение на проведение марша, предоставив его только после вмешательства члена Кнессета Тамар Зандберг. Марш в Тель-Авиве был организован новой группой активистов по инициативе феминистской активистки Ципи Эран. Марш того года также сопровождался ожесточенным спором с движением «Социалистическая борьба», которое организовало свой собственный Парад шлюх, но возражало против термина «шармута» на том основании, что это исконно арабское слово, и поэтому его использование может быть расценено как оскорбительное для женщин из меньшинств.
Организаторы конкурирующего марша, напротив, считали, что избегание этого термина будет актом «позорища шлюх» — именно то, против чего должен был выступить марш, — и они также возражали против того, чтобы марш «Социалистической борьбы» возглавляли мужчины, выступавшие от имени женщин, пострадавших от сексуального насилия. Более того, хотя изначально это слово было арабским, термин, используемый в настоящее время в Израиле ивритоговорящими, несет в себе грубый уничижительный сексистский подтекст «обвинения жертвы», но не имеет конкретного этнического оттенка. В итоге, хотя в Интернете была опубликована информация о двух отдельных мероприятиях, на самом деле они слились в единый марш, в котором приняли участие более тысячи человек, и использование «шармута» больше не оспаривалось.
В 2014 году организаторы маршей в разных городах объединились в зонтичную организационную структуру. Хотя в каждом из городов была отдельная организационная группа, которая проводила марш по-своему, объединенная организация создала комплексный брендинг для марша и совместно проводила кампании и рекламу, чтобы консолидировать послания и расширить распространение. В 2015 году 29 мая в Иерусалиме состоялся марш, в котором приняли участие около 1 000 женщин и мужчин, в том числе девочки-подростки. Марш в Тель-Авиве состоялся в пятницу, 14 мая.
В 2016 году 8 июля в Тель-Авиве прошел марш с участием около 500 человек. Среди них была Инбаль Биби, бывшая знаменитость израильского шоу X Factor, которая рассказала, что в прошлом сама подвергалась изнасилованию. В 2017 году 12 мая в Тель-Авиве прошел марш, в котором приняли участие около 1500 человек. Марш привлек большое внимание общественности, когда известные артисты, такие как Гади Вильчерский и Статик, рекламировали его в социальных сетях. Статик получил негативную реакцию от поклонников, которые возражали против использования им «грязных слов». Затем он представил сотням тысяч своих подписчиков на Instagram подробное объяснение идеи Парада щлюх и попытки противостоять сексистским значениям слова «шармута».

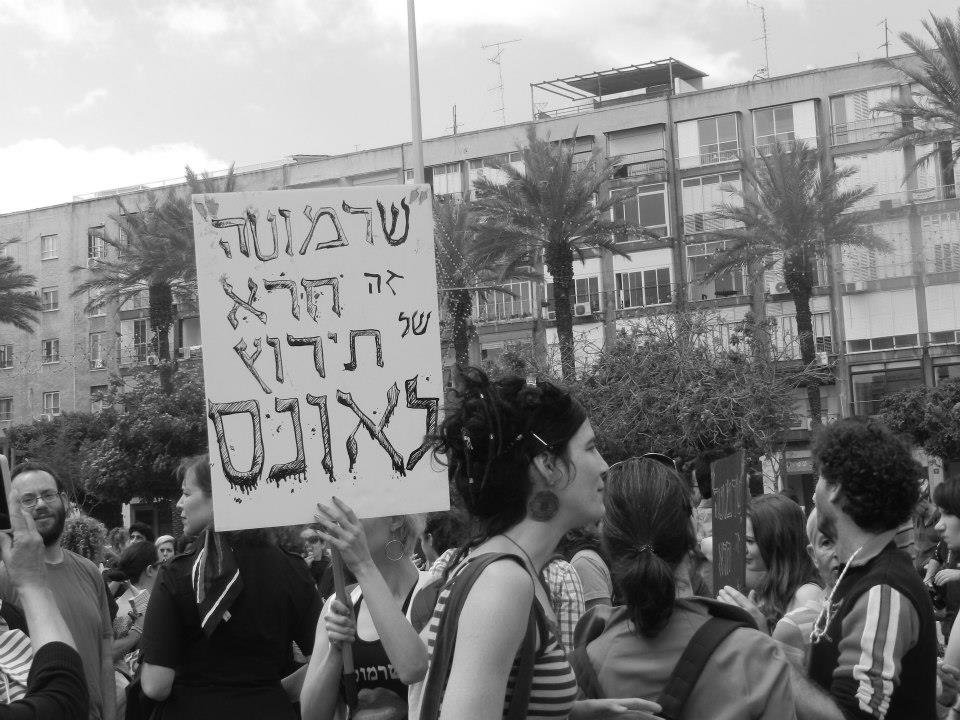
«„Шлюха“ — дерьмовое оправдание изнасилования» — Парад шлюх в Тель-Авиве, 2013 год

Тель-Авивский Парад шлюх 2018, состоявшийся 4 мая, собрал более 2000 участников и получил сочувственное освещение в основных СМИ. Подхватив темы движения Me Too, участники несли таблички с упоминанием имен и фотографий различных израильских мужчин, занимающих видное общественное положение, включая политиков, старших военных и полицейских, бизнесменов, художников и актеров, а также раввинов, которые были замешаны в делах об изнасиловании или сексуальных домогательствах.

## Реакция

### Управление рисками
Австралийский консервативный комментатор Эндрю Болт заметил, что советы о том, как одеваться в том или ином контексте, — это просто управление рисками, и такие советы не обязательно должны исключать противодействие обвинению жертв. Род Лиддл придерживается такого мнения: «Я имею полное право оставлять окна открытыми, когда иду в магазин за сигаретами, и меня не ограбят. Это не уменьшает вины грабителя в том, что я оставил окно открытым, и даже отдаленно не указывает на то, что я заслужил быть ограбленным. Просто вероятность того, что это произойдет, выше». Майк Стробел даже считает, что подход, который пропагандирует Парад шлюх, опасен, и он не советовал бы дочери одеваться «вызывающе в сомнительных обстоятельствах».
Линдси Херриот, обозреватель женских исследований, не согласилась с этими аргументами, заявив, что управление рисками может рассматриваться как прямой случай обвинения жертвы и создает проблематичную риторику в решении проблемы сексуального насилия. В качестве примера она привела сюжет из новостей Торонто 2010 года, в котором освещалась серия недавних попыток и завершенных случаев сексуального нападения на девочек-подростков, идущих домой из школы. В новостях Перл Ример, специалист по безопасности из организации Boost Child Abuse Prevention, заявила: «[дети и подростки] должны быть осведомлены о своем окружении, находясь в общественных местах, ограничивая использование мобильных телефонов и музыкальных плееров. Когда это возможно, подростки должны гулять хотя бы с одним другом». Херриот раскритиковала этот совет как ограничивающий основные свободы молодых людей в общественных местах, в отличие от подхода, направленного на правонарушителей.

### Подход
Организаторы Парада шлюх сосредоточились на возможности выбирать, что надеть, не подвергаясь при этом домогательствам, а не на более широкой и масштабной дискуссии о согласии в отношении сексуального насилия. Их обвиняют в том, что они «[зацикливаются] исключительно на либеральных вопросах индивидуального выбора — приемлемый феминизм „я могу носить то, что хочу“, который намеренно лишен анализа динамики власти». Но Джессика Валенти говорит: «Идея о том, что одежда женщины имеет какое-то отношение к тому, будут ли они изнасилованы, — это опасный миф, который феминистки пытались развенчать на протяжении десятилетий. Однако, несмотря на всю активность и исследования, это культурное заблуждение преобладает».
Некоторые популярные отзывы также поставили под сомнение мудрость использования слова «шлюха». Софи Джонс написала на сайте The F-Word об этой критике:
Это явный случай, когда эти авторы просто неправильно истолковывают миссию Парада шлюх, которая заключается не в протесте за право называться «шлюхой», а в протесте за право одеваться так, как вы хотите, без предположения, что вы «просите об этом». Меня называли шлюхой, когда я носила длинные рукава и плотные черные колготки. […] Предположение, что насильники выбирают женщин, которые выглядят сексуально доступными, резко искажает суть преступления. Я буду маршировать в Лондоне не за право называться шлюхой, а за право быть там

### Использование слова «шлюха»
Другие отмечают, что использование слова «шлюха» вызывает недовольство тех, кто обеспокоен «порнофикацией всего и вся и давлением на молодых девушек, чтобы они выглядели как куклы Барби». Мелинда Танкард Рейст, известная своей позицией против сексуализации детей в современной поп-культуре, сказала: «Я считаю, что это название будет маргинализировать женщин и девочек, которые хотят быть активными в кампаниях по предотвращению насилия, но не чувствуют себя комфортно, лично владея словом „шлюха“». Феминистки Гейл Дайнс и Венди Джей Мерфи предположили, что слово «шлюха» по своей сути неотделимо от бинарной оппозиции «мадонна/шлюха» и поэтому «не подлежит искуплению». Они заявляют: «Женщинам необходимо найти способы создания своей собственной подлинной сексуальности, вне мужских терминов, таких как шлюха».
Софи Джонс ответила Дайнс и Мерфи, что возвращение слова не означает празднование этого слова в его нынешней форме. «Отвоевание слова „шлюха“ должно заключаться не в том, чтобы праздновать слово, определяемое мужским родом, как нечто „позитивное“, а в том, чтобы праздновать неопределенность этого слова в отрыве от его значения. Мы хотим, чтобы это слово было в нашем суде, но только для того, чтобы мы могли держать его в воздухе и над головами всех, кто будет использовать его против нас».
Споры об использовании слова «шлюха» возникли и внутри самого движения Парада шлюх. Организаторы Парада шлюх в Нью-Йорке «приняли решение выйти из движения из-за названия». В Ванкувере организаторы решили отменить марш и провести вместо него обсуждение, и провели дебаты, чтобы определить другое название. Из четырех предложенных названий («Парад шлюх», «Конец стыду», «„Да“ значит „да“» и «Остановите стыд») фаворитом осталось Парад шлюх, хотя половина участников проголосовала против старого названия. Парад шлюх. Филадельфия переименовала протест в «Марш в честь конца культуры изнасилования», чтобы учесть опасения по поводу инклюзивности.

### Пропаганда сексуальной культуры
Бывший член британского парламента от консерваторов Луиза Менш выступила против Парада шлюх «на том основании, что он „благословляет промискуитет“, который, по ее словам, вреден». Она также добавила, что «промискуитет — это не равенство». Действительно, включение «брендинга секс-вечеринок» подверглось критике в Брисбене, где, по словам пережившей изнасилование женщины, «они пропагандируют позитивный секс, с чем лично у меня нет проблем, но многие пережившие изнасилование находятся на разных стадиях». Гай Рандл противопоставил Парад шлюх протестам Вернем себе ночь, заявив, что они «сопротивлялись глубокой культурной тяге к превращению женщин в объекты, а не субъекты, в объекты мужского взгляда… не было возможности смотреть Вернем себе ночь и чувствовать себя или быть вуайеристом». В худшем случае было сказано, что «участники Парада шлюх интернализировали свое насилие» и Парад шлюх — это «порнофикация протеста».

### Правовая культура
Было замечено, что, выступая против изнасилования и в то же время явно пропагандируя достоинства женской сексуальности, Парад шлюх находится там, где сходятся нормы, направленные против изнасилования и за секс. Однако протест направлен исключительно на культуру изнасилования, оставляя право и теорию права вне конкретных требований. Считается, что это упущение недооценивает роль закона, поскольку преступление изнасилования традиционно конструирует женскую сексуальность способами, несовместимыми с про-агентской повесткой дня. Один ученый резюмировал: «Женщины не могут „вернуть“ сексуальность, как это исповедует Парад шлюх, без учета закона об изнасиловании».

### Художественная реакция
В 2014 году художница Венди Кобурн представила «Нация шлюх: Анатомия протеста», документальный видеофильм о первом Параде шлюх, как часть ее выставки «Анатомия протеста» в Торонто. Документальный фильм показывает участие полицейских провокаторов в первоначальном протесте и рассматривает роль реквизита как инструмента для и против протестующих.